# Хлбоке на Ваху
Хлбоке на Ваху (слч. Hlboké nad Váhom) насељено је мјесто са административним статусом сеоске општине (слч. obec) у округу Битча, у Жилинском крају, Словачка Република.

## Становништво
| Година:    | 1994. | 2004. | 2014.   | 2024.   |
| ---------- | ----- | ----- | ------- | ------- |
| Број људи: | 0     | 915   | 952     | 953     |
| Разлика:   |       | –     | +4,04 % | +0,10 % |

| Година:    | 2023. | 2024.   |
| ---------- | ----- | ------- |
| Број људи: | 969   | 953     |
| Разлика:   |       | -1,65 % |

Према подацима о броју становника из 2024. године насеље је имало 953 становника.